# Wappenham
Wappenham es un pueblo y una parroquia civil del distrito de South Northamptonshire, en el condado de Northamptonshire (Inglaterra).

## Demografía
Según el censo de 2001, Wappenham tenía 266 habitantes (142 varones y 124 mujeres). 54 de ellos (20,3%) eran menores de 16 años, 190 (71,43%) tenían entre 16 y 74, y 22 (8,27%) eran mayores de 74. La media de edad era de 39,73 años. De los 212 habitantes de 16 o más años, 45 (21,23%) estaban solteros, 132 (62,26%) casados, y 35 (16,51%) divorciados o viudos. 151 habitantes eran económicamente activos, todos ellos empleados. Había 120 hogares con residentes y 3 eran alojamientos vacacionales o segundas residencias.
| 367                         | 396 | 448 | 458 | 513 | 519 | - | - | 464 | 449 | 383 | 386 | 341 | 301 | - | 280 | 245 |
| (Fuente: Vision of Britain) |     |     |     |     |     |   |   |     |     |     |     |     |     |   |     |     |